# Marcus Sanders
Marcus Johannes Maria Sanders is een personage uit de Nederlandse soapserie Goede tijden, slechte tijden. De rol werd in seizoen twaalf, dertien, zevenentwintig en achtentwintig gespeeld door acteur Hugo Metsers III. Ondanks zijn korte periode in de serie, heeft hij veel meegemaakt.

## Casting
Metsers werd gecast door zijn grappige uitstraling die de ietwat dommige Marcus goed zou neerzetten. Metsers wou deze rol, alleen omdat hij dan veel scènes mocht spelen met Erik de Vogel die zijn broer Ludo Sanders speelde. Nadat de rol van Marcus wat meer van de familie weg cijferde besloot Metsers te stoppen met de rol en werd na anderhalf jaar de rol van Marcus uit de serie geschreven. Aanvankelijk was het de bedoeling dat de rol van Marcus in de loop van 2002 zou worden vermoord, maar om onbekende reden bleef de rol in de serie. Uiteindelijk verliet Marcus levend de serie, nadat Metsers het niet uitsloot om in de toekomst terug te keren. Metsers gaf later aan op verschillende momenten gesprekken te hebben gevoerd met de producenten over een mogelijk comeback. In 2012 zou Metsers zelfs al opnames hebben gehad als Marcus, maar later werd om onbekende reden zowel de comeback van Metsers als Marcus niet in de serie verwerkt. Op 28 oktober 2016 werd Metsers' stem gebruikt voor die van de vader van een dan nog onbekend personage dat Britt Scholte zou gaan spelen. Later die dag werd bekendgemaakt dat zij Marcus' dochter Kimberly Sanders ging spelen en Metsers zelf ook zou terugkeren in de serie. In de app aflevering van 2 november werd definitief bekendgemaakt dat Scholte de rol van Kimberly Sanders gaat spelen en was Metsers ook weer te zien als Marcus Sanders. In 2017 verlaat hij de serie weer.

## Levensverhaal
Marcus Sanders is de jongste zoon van Maximiliaan en Maria Sanders. Zijn oudere broer heet Ludo en zijn oudere zus heet Maxime. Via vaders kant heeft Marcus nog een halfbroer, Stefano. Zelf is hij vader geworden van dochter Kimberly.
Marcus, de verloren broer van Ludo, komt in beeld als hun vader Maximiliaan komt te overlijden. Maximiliaan heeft een testament nagelaten, die aan zijn kinderen wordt voorgelezen. Hij wist dat de relatie tussen Ludo en Marcus al jaren niet goed was. Ludo vond zijn eigen broer een mislukking. Om ze dichter naar elkaar te brengen bedacht Maximiliaan een opdracht. Als ze deze opdracht goed zouden uitvoeren, dan pas werd het testament geopend. Ludo en Marcus moesten samen een winstgevend bedrijf oprichten. Voor Ludo is het heel belangrijk dat het testament wordt geopend. Dan pas zal hij weten wat er met zijn vorige vrouw, Sophia, is gebeurd. Marcus krijgt nog een eigen opdracht om aan de wil van zijn vader te voldoen. Maximiliaan was zich ervan bewust dat Marcus geen verantwoordelijkheden kon dragen en was bang dat hij nooit een gezin zou stichten. Marcus moet met een vrouw trouwen en een kind met haar krijgen.

### Vrouw en kind
Ludo en Marcus richten samen Apollo B.V. op. Apollo is gespecialiseerd in kunst. Tot ieders verbazing lijkt deze opdracht te gaan slagen. Ludo heeft alleen nog andere zorgen. Hij moet zo snel mogelijk een geschikte vriendin voor zijn broer zoeken. Ludo komt in contact met Marije Mulligen en vraagt haar iets met Marcus te beginnen. Vanaf het begin zijn de spelregels duidelijk. Hoewel Marcus en Marije het vaak proberen, raakt Marije maar niet zwanger. Marije wordt aan de kant geschoven omdat het te lang duurt. Ze is teleurgesteld, omdat ze tijdens hun tijd samen, verliefd is geworden. Een grote geldsom, voor het baren van een kind, loopt ze daardoor ook mis.
De problemen met Marije zijn een tegenslag voor Ludo en Marcus. Nina, de dochter van Ludo, wordt in die periode verzorgd door Gwen Faber. Marcus wordt verliefd op Gwen en het blijkt wederzijds te zijn. Al snel raakt Gwen zwanger van haar grote liefde. Marcus wil met haar trouwen, maar Gwen moet opbiechten dat ze nog met een andere man getrouwd is. Het lijkt niet mogelijk om het huwelijk te ontbinden voor de deadline van Maximiliaans voorwaarden. Op datzelfde moment komt een oude scharrel van Marcus, Cerille de Boer, naar Meerdijk. Cerille is zwanger van hem. Marcus vraagt Cerille ten huwelijk. Gwen is teleurgesteld dat Marcus het geld verkiest boven liefde. Teleurgesteld gaat ze naar Londen. Ze zegt dat ze daar een abortus zal laten plegen.
Cerille krijgt voor haar huwelijk met Marcus een geldbedrag van Ludo en vertrekt daarna uit het leven van de familie Sanders, Ze wist van tevoren dat haar huwelijk met Marcus niet op liefde was gebaseerd. Door z'n huwelijk met Cerille en hun zwangerschap voltooid Marcus de wil van zijn vader. Nadat het testament wordt geopend, gaan Ludo en Marcus samen hun eigen weg. Ludo stapt uit Apollo B.V. en Marcus gaat een samenwerking aan met Stefano. Marcus heeft zijn interesse in vrouwen nog niet verloren en doet zijn werk niet goed. Stefano heeft er genoeg van en neemt ontslag. Hierdoor gaat het steeds slechter met Apollo B.V., totdat Roxy zich ermee bemoeit. Wat Marcus niet weet, is dat Roxy door Ludo is ingehuurd om Marcus kapot te maken. Ludo wordt ook besodemieterd door Roxy, want zij wil Apollo B.V. voor haarzelf hebben.
Enkele maanden later staat Cerille met hun inmiddels geboren dochter Kimberly op de stoep. Cerille gaat voor een paar dagen met haar nieuwe liefde naar het buitenland en Marcus moet ongevraagd en ongewenst oppassen. Echter, Cerille blijft langer weg dan verwacht en Marcus krijgt vadergevoelens voor Kimberly. Als Marcus uiteindelijk Apollo B.V. verliest staat ook opeens Cerille weer voor de deur. Cerille eist haar dochter weer terug, wat tot irritatie lijdt van Marcus. Marcus vindt Cerille een slechte moeder. De twee hebben voortdurend ruzie, want tijdens het huwelijk is besloten dat Marcus z'n vaderlijke rechten zou afstaan, maar Marcus vindt Cerille ook niet goed genoeg als moeder. Als dan Cerille zich verlooft met haar nieuwe vriend blijkt dat ze ook nog is getrouwd met Marcus. Marcus besluit te scheiden als hij in het leven van Kimberly mag blijven. Cerille gaat akkoord en de twee voeden vanaf dat moment hun dochter samen op. Als dan blijkt dat Cerille al een tijdje bezig was met emigreren naar de Verenigde Staten besluit Marcus mee te gaan.